# Clemens Weller
Frantz Clemens Stephan Weller (17. maj 1838 i Neustadt, Brandenburg – 17. juli 1900) var en tyskfødt fotograf virksom i Danmark.

## Livshistorie
Clemens Weller var født i Brandenburg, blev udlært bogbinder af profession og var formentlig som 19-20 årig i Frankrig for at studere. I 1860 kom han til København, fik på et tidspunkt dansk indfødsret og blev ansat hos den succesrige fotograf Georg E. Hansen. Hans arbejde bestod i at opklæbe fotografierne, men efterhånden blev han også oplært i fotograffaget. Nicolai Bøgh skrev i begyndelsen af oktober 1866 et brev til digteren H.C. Andersen, hvori han omtalte "om en Atest for Photographen Weller". (Se H.C. Andersens dagbog 21. oktober 1866). Clemens må dermed være blevet fotograf i de mellemliggende 6 år.
1. december 1867 blev firmaet Hansen & Schou grundlagt af portrætmaler N.C. Hansen (Georg E. Hansens bror) og løjtnant og kontormand Albert Schou. To år senere, 30. september 1869, blev Clemens Weller optaget kompagnon med næringsbrev som fotograf i virksomheden, som nu omdøbes til Hansen, Schou & Weller. Samme år, 14. april, blev firmaet udpeget til kongelig hofleverandør. Firmaet lå i tidsrummet 1872 til 1885 på adressen Østergade 15, hvor ejendommens tag var blevet forsynet med ateliervinduer. De deltog i Den nordiske Industri- og Konstudstilling i Kjøbenhavn 1872 og i 1875 vandt de en bronzemedalje i Wien.
I 1885 fik firmaet en mondæn beliggenhed i Bredgade 28, Schimmelmanns Palæ, der samme år blev ombygget til Concertpalaiset og forsynet med pavilloner ud til gaden, hvor atelieret kom til at ligge. Schou var død umiddelbart inden, og da N.C. Hansen i 1889 trak sig tilbage, var Weller alene om forretningen under navnet Hansen & Weller. Georg E. Hansen havde opbygget et solidt kundegrundlag hos kongefamilien, adelen og borgerskabet, som også blev kunder i firmaet i palæet i Bredgade. Weller var således en af tidens mest produktive fotografer. Han valgte at gemme samtlige sine fotoplader, hvilket betød, at der ved hans død i 1900 befandt sig omkring 360.000 plader omhyggeligt indpakket og opmagasineret i forretningen.
H.C. Andersen blev også kunde hos Weller, hvilket fremgår af forfatterens dagbog for maj 1874, året før hans død:
| Citat | Onsdag 20. Deiligt Solskin. Idag var jeg slet ikke ude, skrev en Mængde Breve, fik til morgen Besøg af Clara Heinke og hendes Søster. Senere kom Bøgh, som iaften fører de tre Damer i Tivoli. Derpaa kom Photographen Weller, som imorgen vil indtræffe for at photographere mig i min Stue. Torsdag 21 Spadserede lidt, men var meget svimmel. Fik Besøg [af] Birk-Reichenwald Ministeren fra Norge han kom fra Rom, havde paa Hjemveien besøgt Fru Heiberg i Lausanne. Klokken eet kom Photographen jeg sad til halv fire, Veiret var mørkt og Lyset ikke godt i min Stue han tog mig fem Gange med Værelsets Omgivelse, første Gang var det ikke heldigt, me[d] de fire andre var han tilfreds[,] jeg blev imidlertid saa ødelagt at jeg ikke kunde staae paa mine Been. Nu kjørte jeg hen til Frøknerne Heinke og hentede dem til Melchiors paa Rolighed; derude var Bloch. Jeg følte mig særdeles svimmel og kom hjem halv 9 meget træt. Søndag 24de. Pintsemorgen. Solskin. Sluttede mit Brev til Fru Melchior afsendte det. Besøg af Exellensen som kominat Kl 12 med Frøken Bartholin, han bragte mig Hilsen fra Kongen, hvem han havde sagt at jeg var paa Holsteinborg. Ved Frokostbordet var Dr Steenbuch med sin Kone, ligesaa Provst Møller der havde prædiket i Dag her i Kirken paa Gaarden. To Gange har jeg spadseret ud i Dag i Solskinnet, men endnu var Blæsten kold, jeg følte mig snart træt, var svindel og har i Dag Knugen i Brystet. Postenbragte Aviser med Gjentagelse af Hartmanns Festen. Jeg fik Brev fra Scudder i Amerika om Haandskrifter til to Damer der. Brev fra Photographen Weller med flere Aftryk af mig i min Stue, de var godt gjorte, men jeg seer meget affældig og tandløs ud. Blev barberet i Dag af Overtjeneren Eriksen. | Citat |
|       | |       |

26. februar 1897 blev Clemens enstemmigt valgt som formand for Dansk Fotografisk Forening. Han døde i 1900, og året efter blev der ryddet op i hans lager. Af den enorme samling negativer blev ca. 660 billeder af danske og udenlandske fyrstelige personer købt af Peter Elfelt, de indgik i hans samling og findes nu på Det Kgl. Bibliotek.
16. juni 1861 giftede han sig i Vor Frue Kirke med Laura Elise Cathinca Melchior. Han er begravet på Assistens Kirkegård.